# Gajnan Sajdchužin
Gajnan Rachmatovič Sajdchužin (rusky Гайнан Рахматович Сайдхужин, tatarsky Gaynan Röxmätulla ulı Säetxucin, 30. června 1937 Novosibirsk – 13. května 2015 Miami) byl reprezentant Sovětského svazu v silniční cyklistice.
Pochází z tatarské rodiny, která byla vysídlena na Sibiř a teprve po Stalinově smrti jí bylo dovoleno vrátit se do Čeljabinské oblasti. Pracoval v metalurgickém závodě, kde v roce 1954 začal s cyklistikou, v roce 1957 získal první etapová vítězství v závodě Kolem SSSR, roku 1958 byl nominován do reprezentace a v letech 1960–1970 byl jejím kapitánem.
Získal bronzovou medaili na mistrovství světa v silniční cyklistice v roce 1963 v časovce družstev na 100 km, v individuálním závodě obsadil v roce 1965 20. místo. Na olympiádě obsadil v závodě jednotlivců 34. místo v roce 1960 a 41. místo v roce 1964, v časovce družstev byl se sovětským týmem na OH 1964 pátý. Vyhrál celkovou klasifikaci Závodu míru 1962, v letech 1965 a 1968 skončil čtvrtý. V letech 1961, 1962, 1965 a 1966 byl kapitánem vítězného družstva. Desetkrát byl mistrem Sovětského svazu, vyhrál také závody Grand Prix Soči 1960, Grand Prix cycliste de L'Humanité 1965 a 1967 a Kolem Turecka 1969.
V roce 1973 vystudoval Lomonosovovu univerzitu, působil jako sportovní pedagog, funkcionář, trenér a rozhodčí. Získal titul zasloužilý mistr sportu, Odznak cti a Řád hrdiny práce. Zemřel na infarkt myokardu roku 2015 v USA.